# Valeri Bulishev
Valeri Bulishev (península de Crimea, Unión Soviética, 15 de junio de 1939-15 de agosto de 2013) fue un atleta soviético especializado en la prueba de 800 m, en la que consiguió ser subcampeón europeo en 1962.

## Biografía
Bulishev nació en Crimea, pero vivió la mayor parte de su vida en San Petersburgo. Entre 1959 y 1966  ganó 8 títulos soviéticos y batió 12 récords  soviéticos en pruebas de la media distancia. Tras retirarse trabajó como entrenador de atletismo.
En el Campeonato Europeo de Atletismo de 1962 ganó la medalla de plata en los 800 metros, corriéndolos en un tiempo de 1:51.2 segundos, llegando a meta tras el alemán Manfred Matuschewski y por delante del también alemán Paul Schmidt (bronce). Compitió en la misma prueba en los Juegos Olímpicos 1960 y 1964, pero no logró clasificarse para las finales.